# Stefano Nava
Stefano Nava (ur. 19 lutego 1969 w Mediolanie) – były włoski piłkarz, a obecnie trener.

## Życiorys
Nava grał jako środkowy obrońca. Jest wychowankiem Milanu, z którym w latach 1993 i 1994 zdobył mistrzostwo Włoch. W sezonie 1993/1994 wygrał Ligę Mistrzów. W meczu finałowym przeciwko FC Barcelona wszedł na boisko w 83. minucie zmieniając Paolo Maldiniego. Stefano Nava grał również w Parma A.C., z którą wywalczył Puchar Włoch w 1992 roku. Występował również w innych klubach włoskich oraz w szwajcarskim Servette FC.
Po zakończeniu kariery piłkarskiej Stefano Nava krótko trenował SSD Pro Sesto. Był również trenerem młodzieżowej drużyny Masseroni Marchese. Od 2011 pracuje z juniorskimi zespołami A.C. Milan. 12 kwietnia 2016 objął najstarszą z młodzieżowych drużyn Milanu - Primaverę.

## Sukcesy
Milan
- mistrzostwo Włoch: 1992/1993, 1993/94
- Superpuchar Włoch: 1992, 1993, 1994
- Puchar Europy: 1993/94
- Superpuchar Europy: 1990, 1994
- Puchar Interkontynentalny: 1990

Parma
- Puchar Włoch: 1991/92